# Biotoecus
Biotoecus là một chi cá trong họ Cichlidae.

## Các loài
Chi này có 2 loài được ghi nhận:
- Biotoecus dicentrarchus S. O. Kullander, 1989
- Biotoecus opercularis (Steindachner, 1875)